# Георгий Песков
Георгий Песков (настоящее имя Елена Альбертовна Дейша, урождённая Репман) — прозаик русской эмиграции.
«Георгий Песков» кажется довольно прозрачной калькой с другого женского «мужского» псевдонима, Жорж Санд. Сама Дейша это отрицала и в письме Глебу Струве, выдвинувшему такое предположение, утверждала, что её псевдоним сложен из имени сына (которого действительно звали Георгий) и названия имения Песочин в Харьковской губернии, принадлежавшего её семье.

## Биография
Отец — доктор Альберт Христианович Репман  (1834/35—1917/18), директор Электро-лечебного института, в молодости (в студенческие годы) домашний учитель Н. Е. Жуковского, дворянин, действительный статский советник, кавалер ордена Св. Станислава 1-й степени, директор отдела прикладной физики в Политехническом музее, Председатель Постоянной комиссии при нём, член Общества любителей Естествознания и Антропологии, Почётный член Русского Фотографического Общества, доктор медицины, конструктор физических приборов, экспериментатор и исследователь в области электротехники, талантливый популяризатор физических наук (см.экспозицию Политехнического музея (г. Москва) — секция «Физика-оптика»).

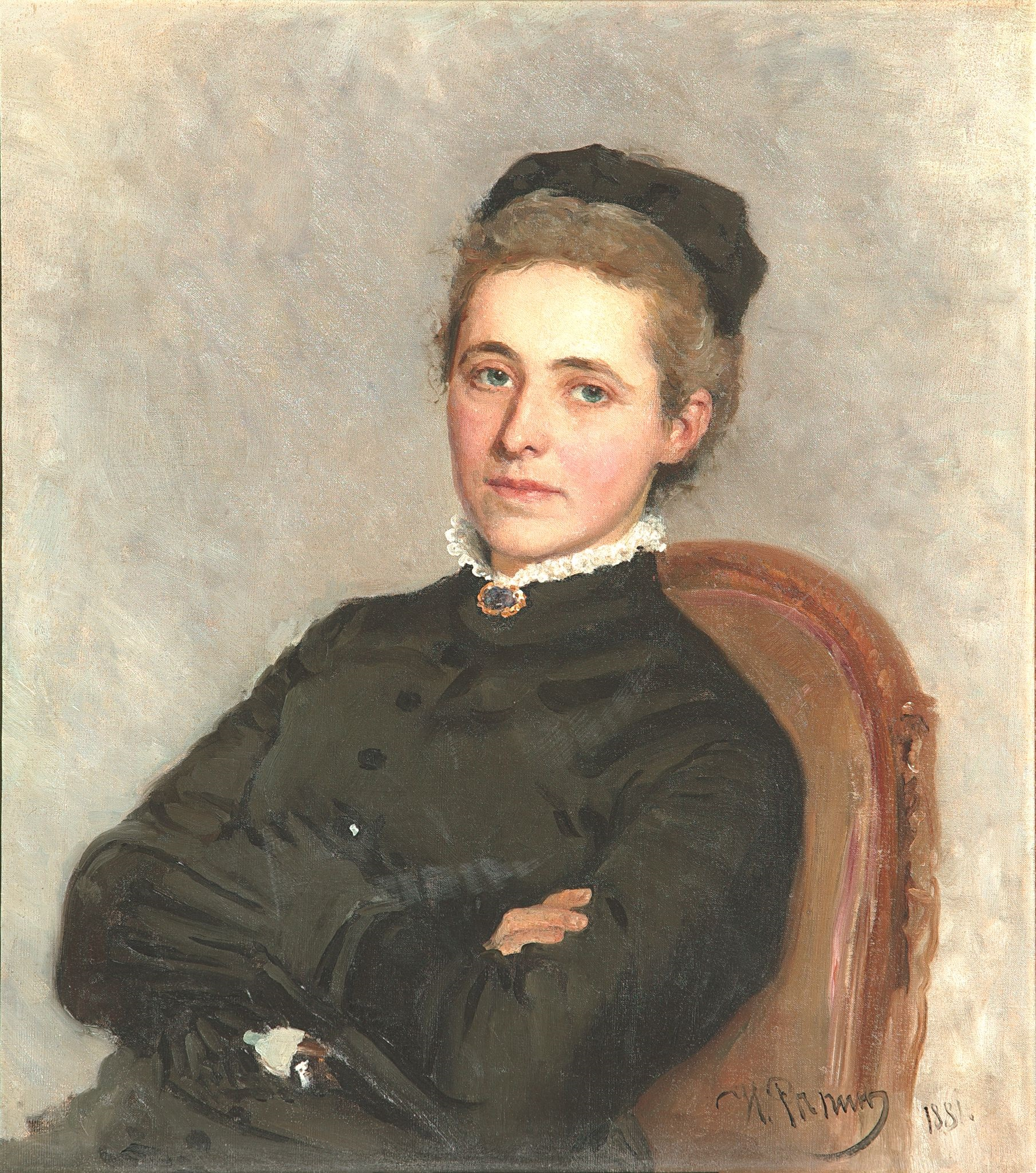
Юлия Богдановна Репман

Мать — Юлия Богдановна Репман, урождённая Краусс (1848—1922); Репин, знакомый с семейством, написал в разное время два её портрета. Репин учился в Императорской академии художеств (СПб) в одно время со старшим братом Альберта Христиановича — Эдуардом Христиановичем (1829—1872/76).
У Елены Альбертовны были две сестры и брат: Евгения Альбертовна (1870—1937), Ольга Альбертовна (1873/74-1939/40), Владимир Альбертович (1876/77-1953)
Елена окончила Высшие женские курсы в Москве, вышла замуж за инженера-гидравлика Адриана Васильевича Дейшу (1886—1952). В 1917 у них родился сын Георгий. В начале 20-х гг. преподавала на Рабфаке им. Покровского. В 1924 мужа, тогда профессора Института путей сообщения, направили в командировку в Париж, куда он отправился со всем семейством и больше не вернулся.
В эмиграции Дейша написала в общей сложности 230 рассказов и повестей. Сотрудничала в журналах «Современные записки», «Звено». Лауреат премии журнала «Звено». Она не входила ни в какие литературные группировки и «обращала на себя меньше внимания, чем заслуживает её дарование».
Сын — Георгий (Жорж) Дейша, профессор геологии.

## Творчество
Рассказы и повести Пескова полны проникновением в трансцендентное, причём ей свойственна непосредственность в восприятии воздействия как добрых, так и злых сил на земные события (ср.: «Демон» М. Лермонтова), в духовидческом опознании потусторонних сил, в телепатическом опыте и т. п. Такого рода воздействие на общественную жизнь и отношения между людьми она изображает, описывая предреволюционные и послереволюционные времена. <…> Наряду с такими «магическими» рассказами у Пескова есть произведения чисто психологического свойства, посвящённые вопросам нравственности; они преобладают во втором сборнике (1959), часто их темой становится приспособление к условиям чуждой культуры.

## Сочинения
- Памяти твоей, Paris, 1930 (сборник)
- Злая вечность // «Современные записки», № 48-49, 1932
- Медуза // «Пёстрые рассказы», New York, 1953
- В рассеянии сущие, Paris, 1959 (сборник)
- Два рассказа // «Новый журнал», № 167, 1987

### Издания
- Мы. Женская проза русской эмиграции / Сост., вступ. ст., примеч. О.Р. Демидова . - СПб. : Изд-во РХГИ, 2003. - ISBN 5-88812-145-2 (включены рассказы: Валькирия, Медуза, Кум)